# 文欽
參數所指定的目標頁面不存在，建議更正成存在頁面或直接建立下列一個頁面（建立前請先搜尋是否有合適的存在頁面可以取代）：
- 谯侯

文欽（3世紀？—258年），字仲若，豫州譙郡人，曹魏前將軍、揚州刺史、山桑侯，東吳譙侯。

## 生平
建安二十四年（219年），魏諷謀反，文欽因受到牽連被下獄治罪，按律應當處死，但曹操念及他是部將文稷之子所以赦免了他。
魏明帝時任五營校督，後來出任牙門將，轉任廬江太守、鷹揚將軍，尋加冠軍將軍。魏齊王時為前將軍，代諸葛誕為揚州刺史。
文欽和曹爽同鄉，文欽勇敢果斷，數有戰功，所以受曹爽器重，曹爽被殺後，文欽內心十分恐懼。由於文欽喜歡虛報俘虜人數，渴望獲賞，但受司馬師遏制。因此怨念也越來越重。鎮東將軍毌丘儉和夏侯玄、李豐感情很好，夏侯玄等人被殺後，毌丘儉內心也很不安，便依照自己的策劃，拉攏、厚待文欽，於是兩人關係越來越融洽。文欽心存感激，對毌丘儉忠心無貳。
嘉平二年（250年）十月，時任廬江太守的文欽假裝叛離曹魏，誘惑東吳偏將軍朱異，謀劃讓朱異親自領兵迎接他。朱異知道有詐，就給上表章給孫權，認為不能接納文欽。孫權說：「如今尚未統一北方，文欽想要歸降，就應該去迎接。如果懷疑詐降，只要設計網羅，發重兵防備就好。」於是派遣偏將軍呂據領二萬軍馬與朱異一起前往北部邊界，文欽果然沒來投降。

### 合肥新城之戰
嘉平五年（253年）五月，東吳太傅諸葛恪包圍合肥新城，毌丘儉與文欽聯合抵禦。太尉司馬孚統領中軍從東部解圍，諸葛恪只好撤軍。諸葛恪撤軍時，遭文欽追擊而大敗，斬萬餘人首級。

### 壽春三叛
正元二年（255年），出現幾十丈長的彗星，經往西北天空。毌丘儉和文欽大喜，兩人認為這是吉兆，於是假借太后擬詔，下詔細數大將軍司馬師的罪狀，昭告天下，舉兵反叛。於是司馬師親征毌丘儉，又派諸葛誕率豫州軍從安風津逼近壽春；並由胡遵督青、徐州軍從譙、宋出兵，斷絕他們的歸路；而王基率前鋒諸軍在南頓據守，同時命令各路大軍不可與毌丘儉交戰。毌丘儉、文欽無法進攻，退軍又怕壽春被襲擊。淮南將士的家屬都在北方，所以士氣低落，投降的士兵越來越多，只有新歸附的淮南農民願意效忠。司馬師派兗州刺史鄧艾率領泰山諸軍萬餘人前往樂嘉城（今河南項城縣），讓他示弱來引誘毌丘儉、文欽他們出擊，司馬師大軍則從汝陽潛行率軍與鄧艾會合。文欽不知道這是計，果然夜襲鄧艾，天亮後，文欽見魏軍兵馬強盛，於是撤軍。司馬師派驍騎將軍率領追擊，大破文欽，文欽倉皇而逃。尹大目知道司馬師病情嚴重，追趕文欽，試圖勸解文欽要他再忍讓幾天，但遭文欽拒絕。毌丘儉得知文欽戰敗的消息後慌忙棄城，乘夜逃遁，後來被平民張屬射殺，毌丘秀和毌丘重二人都逃往東吳。凡是被毌丘儉、文欽所脅迫的將士，都向曹魏投降。文欽逃到東吳，東吳任命文欽為都護、幽州牧、假節、镇北大将军，封譙侯。
甘露元年（256年），文欽向吳人遊說討伐魏國能得到的利益，孫峻派文欽與驃騎將軍呂據、車騎將軍劉纂、鎮南將軍朱異、前將軍唐咨等人從江都進淮水、泗水，圖謀攻取青州、徐州。
甘露二年（257年），諸葛誕起兵反魏，司馬昭領兵討伐，諸葛誕派兒子諸葛靚和長史吳綱及牙門諸將向東吳求救，東吳於是派唐咨、全懌、全端和王祚等人率軍三萬秘密與文欽接應諸葛誕，司馬昭奉帝及太后之命討諸葛誕。但翌年軍情告急時文欽因军见不同，文欽打算讓北方人都出城投降來節省糧食，只留他與吳軍堅守，諸葛誕則反對；加上文欽平時就與諸葛誕有矛盾，被諸葛誕疑有叛心，促使諸葛誕趁著文欽進見他商討事情時，就趁機殺害文欽，文欽的兩位兒子文鴦、文虎聽聞父親被殺後便投奔魏國。

## 家庭

### 父
- 文稷，建安年間為騎將。[4]

### 子
- 文虎，曹魏關內侯。
- 文鴦，本名文俶，西晉東夷校尉。

## 評價
- 鄭袤：毌丘儉好謀而不達事情，文欽勇而無算。《資治通鑑·卷七十六》
- 鍾會：文欽唐咨，為國大害，叛主讎賊，還為戎首。《檄蜀文》
- 蕭常：凌儉欽誕數子，不附司馬氏而甘於一死，可謂忠於所事者。《續後漢書(蕭常)·卷四十四》
- 盧弼：當時勤王諸將，惟文欽父子，粗猛武夫，反覆無常。《三國志集解》

## 延伸阅读
[在维基数据编辑]
 《三國志/卷28》，出自陳壽《三國志》